# Піґулочники
Піґулочники (Byrrhidae) — родина всеїдних жуків надродини Бірроїдні (Byrrhoidea). Представники родини є невеликими, дуже опуклими жуками із своєрідною будовою і спосібом життя. Жук забарвлений під колір ґрунту, завдовжки 1-10 мм, до поверхні його часто прилипають піщинки, так що відрізнити його від субстрату буває нелегко. Жуки пересуваються обережно і при небезпеці підтискають лапки і вусики, перетворюючись у справжню піґулку. В Україні часто зустрічаються види роду Byrrhus і Cytilus sericeus. Живляться мохами.